# Finanzamt Syke
Das Finanzamt Syke ist eine örtliche Behörde der Finanzverwaltung in Niedersachsen. 
Das ältere Gebäude befindet sich in Syke, Bürgermeister-Mävers-Straße 15, Ecke 
Wilhelmstraße 17 und stammt von 1927. Es steht unter Denkmalschutz.

## Geschichte
Das Finanzamt Syke wurde 1920 gegründet. Die ersten Beschäftigten arbeiteten in Hotels (Deutsches Haus, Bahnhofshotel, Hotel Schützenhaus).
Das dreigeschossige verklinkerte Gebäude mit Walmdach, den zweigeschossigen Erkern und dem mittigen Eingangsportal an der Wilhelmstraße wurde 1927 gebaut und ist im Stil ein typischer Vertreter der Zwischenkriegszeit.
Das Finanzamt war zuständig für die Landkreise Syke und Hoya. 1939 hatte es rund 70 Beschäftigte; 1995 waren es 186. Mitte 1945 beschlagnahmte die britische Militärverwaltung das Haus. Das Amt wurde für einige Zeit in verschiedene Häuser und Hotels ausgelagert.
Auf dem Areal wurde 1981 östlich ein weiteres dreigeschossiges Bürogebäude für die Finanzverwaltung gebaut. 2021 waren nun 210 Beschäftigte zuständig für 50.000 Einkommensteuererklärungen und 640 Mio Euro Steueraufkommen. Es ist aktuell (2022) zuständig für die Finanzamtsbezirke Asendorf, Bassum, Bruchhausen-Vilsen, Martfeld, Schwarme, Stuhr, Syke, Twistringen und Weyhe.